# Замок Лау-Рінн

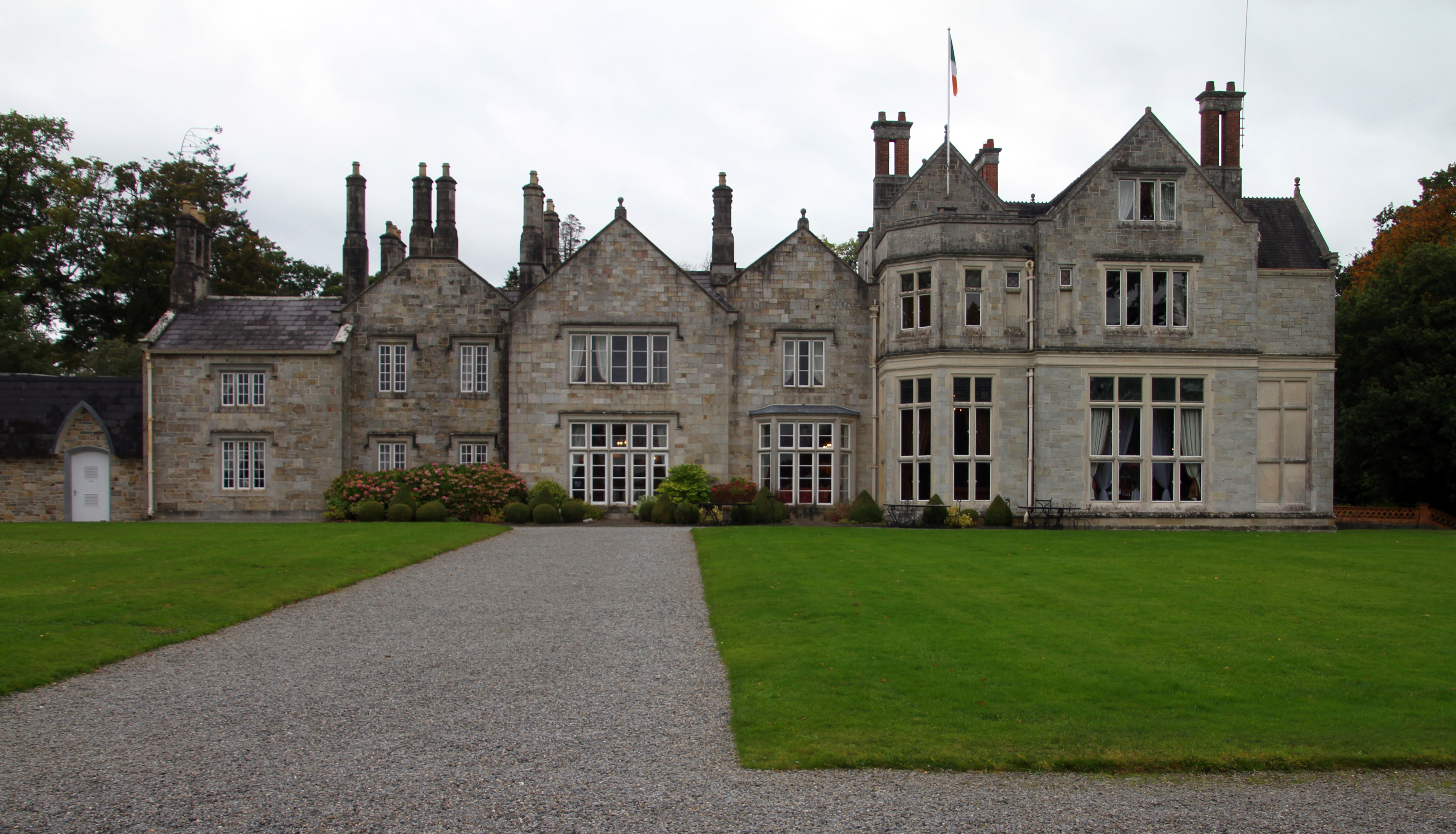
Замок Лох-Рінн.

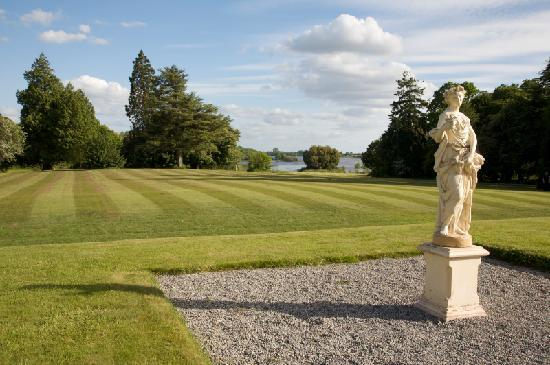
Землі маєтку Лох-Рінн.

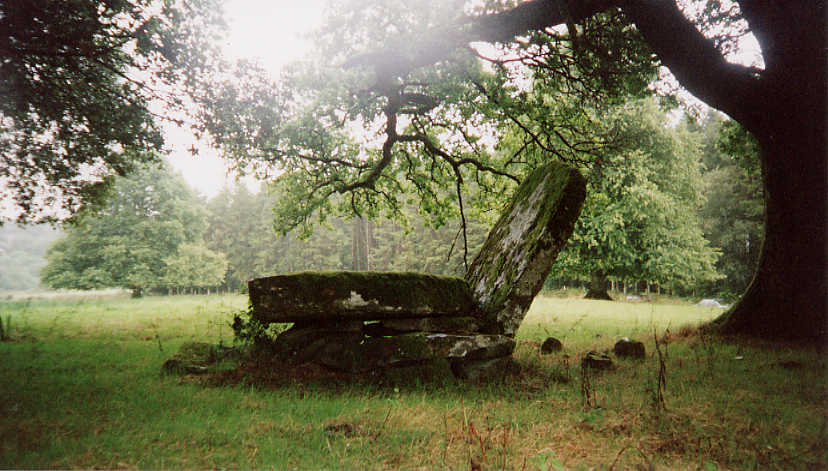
Мелагітична споруда «Вівтар друїдів».

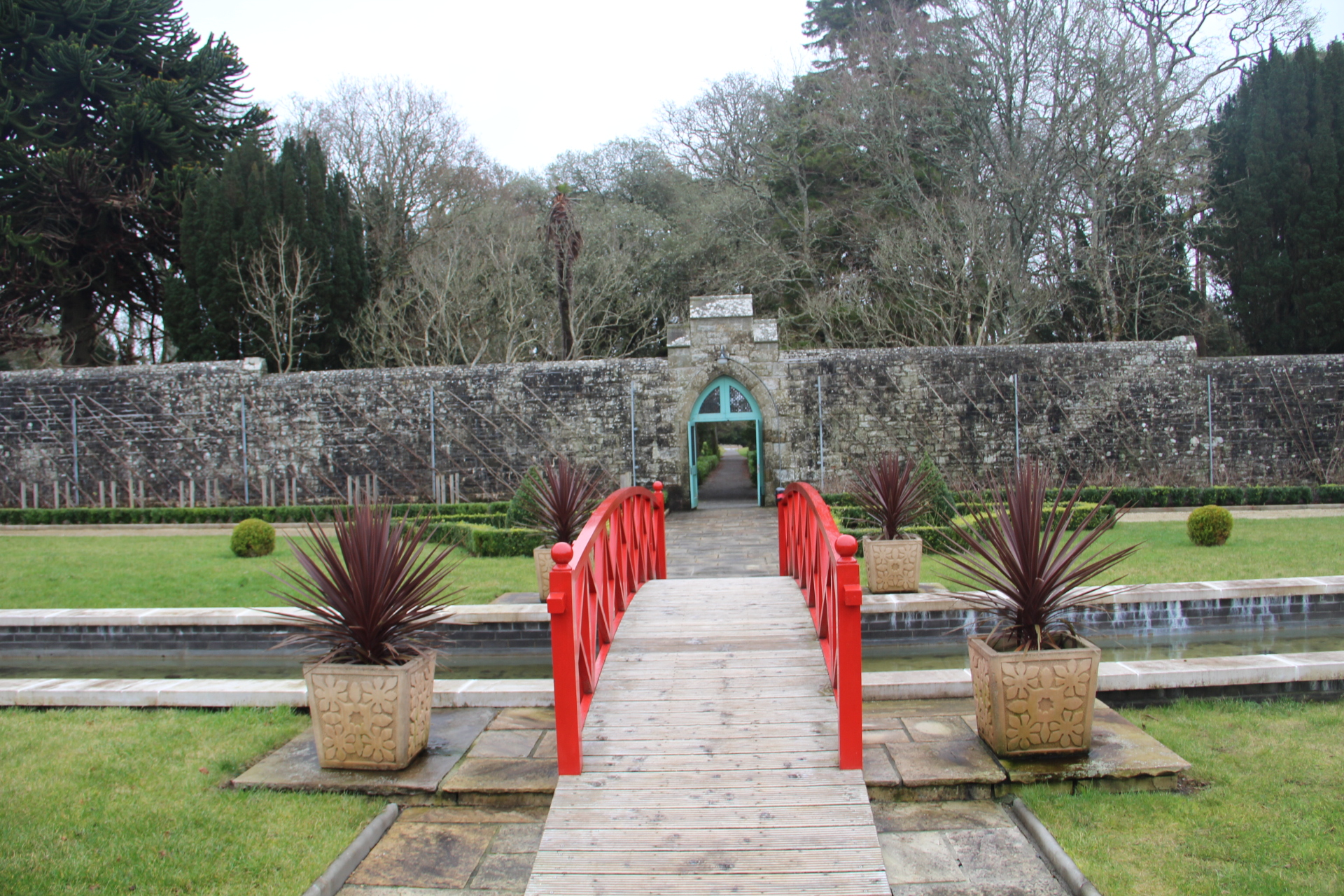
Вхід в парк замку Лох-Рінн.

Замок Лоу-Рінн (англ. Lough Rynn Castle, ірл. Caisleán Loch na Reanna) — замок Лох-Рінн, замок Лох на Реанна — один із замків Ірландії, розташований в графстві Літрім. Нині це розкішний готель на березі озера Лох-Рінн. Колись на цьому місці стояв міцний замок та був маєток клану Мак Рагнайлл з васального королівства Муйнтір Еолайс. Замок стоїть на перешийку землі між озерами Лох-Рінн та Лох-Ерілл, за 4 км від селища Могілл.

## Історія замку Лох-Рінн

### Клан Мак Рагнайлл
Нинішня садиба і готель Лох-Рінн розташовані на землях клану Мелшехлайнн Оге Мак Рагнайлл (ірл. Clan Maelsechlainn-Oge Mac Raghnaill). Ці землі до англійського завоювання були відомі як васальне королівство Муйнтір Еолайс. «Літопис Лох-Ке» та «Літопис Коннахта» пишуть про фортецю Кранног Кленлох. Записи датуються 1247 роком. На картах зустрічаються позначення цього місця як Кранног чи Кранногг Кленлох. Кранног — це традиційна кельтська фортеця, що будувалась переважно на острові серед озера — штучному чи природному. Кам'яний замок Рагнайлл (Раналь) згадується в документах з 1474 року.
Руїни старого замку Рагнайлл розташовані біля озера на відстані 500 м від нинішнього замку Лох-Рінн. Історик Фіона Слевін описує замок Рагнайлл як «досить стандартний для тих часів замок, але він містив кілька незвичайних рис…» Замок мав квадратну в плані форму, але з заокругленими кутами, що робили його більш неприступним, особливо для артилерійських атак. Замок мав прямі сходи, що були врізані в порожнину стіни і спіральні гвинтові сходи в одному з кутів замку.
Клан Мак Рагнайлл зіграв важливу роль в історії Ірландії, клан брав участь у Дев'ятирічній війні в Ірландії (1594—1603) на стороні ірландського ватажка Аода Мора О'Нейлла (ірл. — Aodh Mór Ó Neill) — борця за свободу Ірландії.

### Родина Крофтон
Після остаточного завоювання Ірландії Англією в 1607 році почалась англо-шотландська колонізація Ірландії. Землі відбирали в ірландських кланів і віддавали їх англійським та шотландським колоністам. Землі клану Мак Рагнайлл були конфісковані і даровані англійській родині Крофтон у 1621 році. Крофтони привели з собою на ці землі англійських протестантських поселенців. У 1620—1630 роках ірландці були вигнані з цих земель. Крофтони володіли цими землями до 1750 року.

### Родина Клеменс
У 1750 році ці землі і замок отримала у володіння родина Клеменс. Даніел Клеменс був офіцером армії Олівера Кромвеля, що втопив в крові повстання за незалежність Ірландії 1640—1652 років. Даніел Клеменс отримав за «службу» землі в графстві Каван. У 1750 році його нащадок — Натаніел Клеменс придбав замок та маєток Лох-Рінн, але жив у своєму маєтку в графстві Каван. Але він долучився до політичного життя в графстві Літрім. Роберт Клеменс став шерифом графства Літрім в 1759 році. У 1795 році Роберт Клеменс отримав титул І графа Літрім. У 1833 році Роберт Бермінгем — Віконт Клеменс побудував особняк в стилі Тюдорів на берегах озера Лох-Рінн. Саме ця будівля стала основою для нинішнього замку Лох-Рінн.

### Вільям Сідней Клеменс— III граф Літрім
Після смерті Роберта Клеменса у 1839 році замок та маєток Лох-Рінн перейшли його братові Вільяму Сіднею Клеменсу. У 1854 році, коли їх батько Натаніел Клеменс — II граф Літрім помер, Вільям Сідней Клеменс став III графом Літрім. Він успадкував величезний маєток площею 90 000 акрів, що простягався по чотирьох графствах. З цього часу Сідней Клеменс стверджував, що він керує маєтком авторитарним способом. Його жорсткі дії викликали незадоволення орендарів. Неможливість орендарів сплатити орендну плату надала йому можливість вигнати орендарів і запровадити більш продуктивну сільськогосподарську практику. Зміна ставлення до орендарів новим лордом Літрім почалась через чотири роки після того, як він успадкував титул батька. У 1858 році Клеменс зібрав тисячу збройних військових та поліцейських, щоб вигнати місцеву Гортлеттерагську церкву за несплату орендної плати. Його ліберально настроєний батько відмовився навіть брати плату з церкви. Проте близько шести тисяч чоловік вийшли з Лонгфорда, Вестмета, Роскоммона та Літріма у день захисту Церкви, змусивши Клементи відступити. До 1860 року Сідней Клеменс твердо відмовився від ліберальної справи, яку підтримав його брат і батько, і став стійким прихильником консерваторів. Він став більш реакційним і виступав проти земельних реформ, що стали очевидними і необхідними після голоду в Ірландії. У 1870 році він рішуче висловився проти першого закону про землю Глідстоуна, вважаючи це посяганням на права власників.
Протягом 1860-х років ненависть до Сіднея Клеменса виросла в околицях, почали розповідати історії про його погане поводження з місцевими жінками. У вересні 1860 року Джеймс Мерфі з Мохіла викликав його на дуель. До 1870-х років лорд Літрім був, мабуть, найуспішнішим поміщиком в Ірландії, що витискав зі своїх земель максимальний прибуток і символізував «зло в його найгірших проявах». У Донеголі Сіднеї Клеменс був об'єктом сильного загального невдоволення і повинен був подорожувати постійно під озброєним військовим супроводом. У 1878 році Сідней Клеменс займався виселення мешканців зі «своїх» земель, багато з яких голодували — голод вразив північно-західну Ірландію в 1878/79 роках. 2 квітня 1878 року три людини — Майкл Герагті, Майкл Маклілві та Нейл Шейлс влаштували змову і вбили Вільяма Сіднея Клеменса — III графа Літріма в Кратлаг-Вуд поблизу Мілфорда, графство Донегол. Вбивство Лейтріма отримало широкий розголос в Ірландії та за кордоном, додало аргументів прихильниками земельної реформи, використовуючи це як свідчення необхідності захисту орендарів від зловживань тиранічними поміщиками. Його похорон у Дубліні був ознаменований подальшими заворушеннями, в той час як жоден із трьох убивць не був засуджений за його смерть.

### Реконструкція замку 1889 року
Маєток та замок отримав у спадок двоюрідний брат Сіднея Клеменса — полковник Генріх Теофіл Клеменс з графства Каван. Спадкоємець титул жив тим часом в Англії. Полковник Клеменс почав перебудову та розширення замку. Добудував нове крило, новий зал з важкими гіпсовими карнизами, декоративним каміном. Після перебудови 1889 року замок мав головний зал, зал лорда, каплицю, приймальню, вітальню, їдальню, кухню, дві комори, коптильню з окремими входами, винний льох, 14 спалень на другому поверсі, 4 ванні кімнати.
У 1952 році маєток та замок Лох-Рінн отримав у власність Маркус Клеменс. Землю він продав колишнім орендарям. Сам жив в замку до 1970 року. Замок стояв порожнім до 1990 року, коли його придбав Майкл Флаерті — американець ірландського походження. У XXI столітті замок придбали його нинішні власники — родина Ганлі. Вони провели капітальний ремонт, модернізацію. У вересні 2006 року замок Лох-Рінн відкрився як готель.

## Готель
Нинішній замок-готель Лох-Рінн має 42 спальні, зал лорда, бібліотеку імені Джона МакГарнера, вітальню, зал для фортепіано, бар, ресторан, конференц-зали, зали для весілля.
Біля замку є парк, в якому є дуб віком 400 років, мегалітичну споруду бронзового віку Клох ан Драой — Камінь Друїда або Вівтар друїдів датований 1900 роком до н. е.
Біля замку є також лісопилки, фермерський двір, дендрарій, зелений дім, французькі стайні, природні стежки та терасові сади. Існує два мости через річку Рінн, що з'єднує озера Лох-Ерріл та Лох-Рінн — Червоний міст і Блакитний міст.